# 최고평균법
최고평균법(最高平均法, 영어: highest averages method) 또는 제수법(除數法, 영어: divisor method)은 의석 배분 방식, 즉 의회 의석을 여러 집단(예: 정당 또는 연방주) 간에  공평하게 분할하는 방식의 한 종류이다. 보다 일반적으로, 제수법은 각 집단이 전체에서 차지하는 비율을 고정된 분모를 가진 분수로 환산하는 데 쓰인다.
이 방법들은 의원들이 서로 같은 수의 유권자를 대표하도록 보장하여 모든 정당이 동일한 의석-표 비율(또는 제수)을 가지도록 함으로써 모든 유권자를 동등하게 대우하는 것을 목표로 한다.(p. 30) 이러한 방법들은 각 정당의 득표수를 1개의 의석을 얻는 데 필요한 득표수로 나누어 최종 의석수를 결정한다. 이를 통해 최고평균법은 비례대표제의 목표를 대략적으로 달성할 수 있다. 이는 예컨대 두 배 많은 득표수를 얻은 정당이 약 두 배 많은 의석을 얻는다는 뜻이다.(p. 30)
사회 선택 이론가와 수학자들은 일반적으로 최고평균법을 최대잔여법보다 선호하는데, 이는 최고평균법이 대부분의 지표에서 더 비례적인 결과를 산출하고 할당 역설에 덜 취약하기 때문이다. 특히 최고평균법은 최대잔여법과는 달리 인구 역설과 스포일러 효과를 피한다.

## 역사
제수법은 토머스 제퍼슨이 처음 고안하였는데, 이는 미국의 헌법상 각 주가 인구 30,000명당 최대 한 명의 대표를 두어야 한다는 요건을 준수하기 위함이었다. 그의 해결책은 각 주의 인구를 30,000으로 나눈 후 내림하는 것이었다.(p. 20)
의석 배분 방식은 미국 의회에서 뜨거운 논쟁의 대상이 되었는데, 언뜻 보기에 합리적인 많은 반올림 규칙에서 병리적 현상이 발견된 뒤에 특히 그러했다.(p. 20) 비례대표제 채택 이후 유럽에서도 비슷한 논쟁이 있었는데, 이는 대체로 대형 정당들이 소형 정당에 대해 봉쇄 조항 및 기타 진입 장벽을 도입하려 시도한 결과였다. 이러한 의석 배분 방식은 상당한 결과를 초래할 수 있는데, 예를 들어 1870년 재할당에서 미국 의회는 공화당 주들을 유리하게 만들기 위해 자의적인 배분 방식을 사용했다. 만약 각 주의 선거인단 수가 정확히 인구에 비례했거나, 웹스터 방식이나 최대잔여법(1840년부터 사용해온 방식)을 사용했다면, 1876년 미국 대통령 선거의 승자는 러더퍼드 B. 헤이스가 아니라 새뮤얼 J. 틸던이 되었을 것이다.(p. 3, 37)

## 정의
최고평균법과 제수법이라는 두 가지 이름은 이 방식들을 바라보는 두 개의 관점과 두 번의 독립적인 발명을 반영한다. 그러나 둘은 수학적으로 동일하며 같은 결과를 내놓는다.
제수법은 표지 수열(영어: signpost sequence) {\displaystyle \operatorname {post} (k)}에 따라 정의된 반올림 규칙을 바탕으로 한다. 이때 {\displaystyle k\leq \operatorname {post} (k)\leq k+1}이다. 각 표지는 자연수 사이의 경계를 나타내며, 숫자는 표지보다 작으면 버림되고 표지보다 크면 올림된다.

### 제수법
제수법은 제수(除數, 영어: divisor) 또는 선거 쿼터(영어: electoral quota)를 찾고 이를 바탕으로 의석을 할당한다. 제수는 정당이 의회에서 1석을 얻기 위해 필요한 득표수, 각 선거구의 이상적인 인구, 또는 각 의원이 대표하는 유권자 수로 생각할 수 있다.
만약 각 의원이 동일한 수의 유권자를 대표한다면, 각 정당의 의석수는 득표수를 제수로 나눈 값이어야 한다. 그러나 의석수는 정수여야 하므로, 의석수를 결정하려면 득표수를 제수로 나눈 값을 (표지 수열을 사용하여) 반올림해야 한다. 따라서 각 정당의 의석수는 다음과 같이 주어진다. 이때 seats는 의석수, votes는 득표수, divisor는 제수, round는 표지 수열에 따른 반올림을 나타낸다.
{\displaystyle {\text{seats}}=\operatorname {round} \left({\frac {\text{votes}}{\text{divisor}}}\right)}
일반적으로 제수는 처음에 헤어 기준수와 같게 설정된다. 그러나 이 방식은 너무 많거나 너무 적은 의석을 할당할 수 있다. 이 경우 각 정당의 의석수의 합이 의회 전체의 의원정수와 일치하지 않게 된다. 적절한 제수는 시행착오를 통해 찾을 수 있다.

### 최고평균법
최고평균법에서 모든 정당은 0석으로 시작하고, 매 단계에서 최고평균득표(영어: highest vote average)를 기록한 정당, 즉 의석당 득표수가 가장 많은 정당에 1석을 추가로 할당한다. 모든 의석이 할당될 때까지 같은 과정을 반복한다. 이때 의석 할당 전의 평균득표를 기준으로 할지, 의석 할당 후의 평균득표를 기준으로 할지, 또는 그 둘 사이의 어떤 값을 기준으로 할지(연속성 보정)에 따라 다양한 접근 방식이 있으며, 각각은 조금씩 다른 결과를 낸다. 일반적으로 평균득표는 표지 수열을 사용해서 다음과 같이 정의할 수 있다. 이때 average는 평균득표를 나타낸다.
{\displaystyle {\text{average}}:={\frac {\text{votes}}{\operatorname {post} ({\text{seats}})}}}

## 구체적 방식
모든 제수법은 동일한 일반적인 절차를 따르지만, 표지 수열(반올림 규칙)의 선택에서 차이가 있다. 첫 번째 표지가 0인 방식의 경우, 최소 1표를 얻은 모든 정당은 어떤 정당이 두 번째 의석을 얻기 전에 의석을 받게 된다. 이는 일반적으로 봉쇄 조항에 의해 실격되지 않는 한 모든 정당이 최소 1석을 받아야 함을 의미한다.
| 방식                                  | 표지                                              | 반올림 규칙    | 표지 수열           |
| ------------------------------------- | ------------------------------------------------- | -------------- | ------------------- |
| 애덤스 방식                           | {\displaystyle k}                                 | 올림           | 0.00 1.00 2.00 3.00 |
| 딘 방식                               | {\displaystyle 2/(1/k+1/(k+1))}                   | 조화 평균      | 0.00 1.33 2.40 3.43 |
| 헌팅턴-힐 방식                        | {\displaystyle {\sqrt {k(k+1)}}}                  | 기하 평균      | 0.00 1.41 2.45 3.46 |
| 정적 방식 (예: {\displaystyle r=1/3}) | {\displaystyle k+r}                               | 가중 산술 평균 | 0.33 1.33 2.33 3.33 |
| 생트라귀 방식                         | {\displaystyle k+1/2}                             | 산술 평균      | 0.50 1.50 2.50 3.50 |
| 멱평균 방식 (예: {\displaystyle p=2}) | {\displaystyle {\sqrt[{p}]{(k^{p}+(k+1)^{p})/2}}} | 멱평균         | 0.71 1.58 2.55 3.54 |
| 동트 방식                             | {\displaystyle k+1}                               | 버림           | 1.00 2.00 3.00 4.00 |

### 동트(제퍼슨) 방식
토머스 제퍼슨이 1792년에 처음 제안한 제수법이며 나중에 벨기에의 정치학자 빅토르 동트가 1878년에 독립적으로 개발했다. 이 방식은 추가로 의석을 할당했을 때 의석당 득표수가 가장 많을 정당에 의석을 할당한다. 오늘날까지 비례대표제에서 가장 흔하게 사용되는 방법이다.
동트 방식은 {\displaystyle \operatorname {post} (k)=k+1}, 즉 (1, 2, 3, ...)을 표지 수열로 사용하며, 이는 할당량을 항상 버림하는 것과 같다.
동트 방식에서 정당의 의석수는 이상적 범위의 하한선 아래로 절대 떨어지지 않으며, 최악의 경우의 과대대표가 최소화된다. 그러나 대부분의 비례성 지표로 판단할 때 성과가 좋지 않다. 동트 방식은 일반적으로 대형 정당에 과도한 의석을 부여하여, 대형 정당의 의석수는 종종 할당량을 올림한 값을 초과한다.(p. 81) 이러한 병리적 현상으로 인해 제퍼슨 방식이 뉴욕주의 40.5석 할당량을 42석으로 "반올림"할 수 있다는 사실이 알려지자 제퍼슨 방식은 많은 조롱을 받았다. 맬런 디커슨 상원의원은 이 추가 의석이 "사라진 대표들의 유령"에서 와야 할 것이라고 농했다.(p. 34)

### 애덤스 방식
존 퀸시 애덤스는 제퍼슨 방식이 인구가 적은 주에 너무 적은 의석을 할당한다는 것을 알고 애덤스 방식을 고안하였다. 이는 제퍼슨 방식의 역이라고 설명할 수 있다. 즉, 추가로 의석을 할당하기 전에 의석당 득표수가 가장 많은 정당에 의석을 할당한다. 표지 수열은 {\displaystyle \operatorname {post} (k)=k}, 즉 (0, 1, 2, ...)이며, 이는 할당량을 항상 올림하는 것과 같다.
애덤스 할당은 이상적 범위의 상한선을 절대 초과하지 않으며, 최악의 경우의 과소대표를 최소화한다. 그러나 제퍼슨 방식과 마찬가지로 애덤스 방식은 대부분의 비례성 지표에 따라 성과가 좋지 않다. 또한 정당의 의석수가 종종 할당량을 버림한 값에 미달하기도 한다.
애덤스 방식은 유럽 의회 의석을 회원국에 할당하기 위한 케임브리지 타협의 일부로 제안되었으며, 역진적 비례성을 충족시키는 것을 목표로 한다.

### 생트라귀(웹스터) 방식
미국의 상원의원 대니얼 웹스터가 1832년에 처음 제안하였고 이후 프랑스 수학자 앙드레 생트라귀가 1910년에 독립적으로 개발한 생트라귀 또는 웹스터 방식은 표지 수열 {\displaystyle \operatorname {post} (k)=k+0.5}, 즉, (0.5, 1.5, 2.5, ...)를 사용한다. 이는 통상적인 반올림과 같다. 홀수 수열 (1, 3, 5...)를 분모로 사용하여 평균득표를 계산해도 동일한 결과가 나온다.
생트라귀 방식은 거의 모든 대표성 지표에서 동트 방식보다 더 비례적인 할당을 낳는다. 따라서 정치학자와 수학자들은 일반적으로 (대규모 의회와 같이 조작이 어렵거나 발생할 가능성이 낮은 상황에서) 동트 방식보다 생트라귀 방식을 선호한다. 또한 매우 적은 수의 의석을 얻는 정당에 대해서도 의석 편향을 최소화한다는 점이 주목할 만하다. 생트라귀 방식은 이론적으로는 이상적인 범위를 위반할 수 있지만, 이는 중간 규모 이상의 의회에서도 극히 드물다. 미국 하원 선거구 수 배분에서는 할당량 규칙을 위반한 적이 한 번도 없었다.
봉쇄 조항이 없는 소규모 선거구에서는 정당들이 생트라귀 방식을 악용하여 정당 명부를 여럿으로 분할함으로써 각 명부가 헤어 기준수 미만의 득표수로 1석을 얻을 수 있다. 이는 종종 첫 번째 제수를 약간 더 크게 수정함으로써 (종종 0.7 또는 1) 해결되며, 이는 암묵적인 봉쇄 조항을 만드는 결과가 된다.

### 헌팅턴-힐 방식
헌팅턴-힐 방식에서 표지 수열은 {\displaystyle \operatorname {post} (k)={\sqrt {k(k+1)}}}로, 인접한 자연수의 기하 평균이다. 개념적으로 이 방식은 상대적 차이가 가장 작은 정수로 반올림한다. 예를 들어, 2.47과 3의 차이는 약 19%인 반면, 2와의 차이는 약 21%이므로 2.47은 3으로 올림된다. 이 방식은 미국 하원의 주별 의석 할당에 사용된다.
헌팅턴-힐 방식은 생트라귀 방식과 매우 유사한 결과를 내는 경향이 있으며, 차이점은 모든 주 또는 정당에 최소 한 석을 보장한다는 것이다(최고평균법 § 영석 할당 참조). 미국 하원 의석 할당에 처음 사용되었을 때 두 방식은 동일한 결과를 냈으며, 두 번째로 사용되었을 때에는 한 석을 미시간주에 할당하느냐 아칸소주에 할당하느냐에서만 차이가 있었다.:58

## 특성 비교

### 영석 할당
헌팅턴-힐 방식, 딘 방식, 애덤스 방식은 모두 첫 번째 표지 값이 0이므로 평균득표가 무한대가 된다. 따라서 봉쇄 조항이 없으면 최소 한 표를 받은 모든 정당은 최소 한 석을 받게 된다. 이 특성은 연방주에 의석을 할당할 때는 바람직할 수 있지만, 정당 명부에 의석을 할당할 때는 바람직하지 않을 수 있으며, 이 경우 첫 번째 제수를 조정하여 자연적인 봉쇄 조항을 만들 수 있다.

### 편향
의석 편향을 측정하는 기준은 여러 가지가 있다. 종종 생트라귀 방식이 "유일하게" 편향되지 않은 방식이라고 하기도 하지만, 이는 편향의 특정한 정의에 의존하며, 이는 각 정당의 실제 의석수와 이상적 의석수의 차이의 기댓값을 뜻한다. 즉, 어떤 방식이 편향되지 않았다는 것은 여러 선거에서 평균적으로 각 정당이 할당받는 의석수가 그 정당의 이상적 의석수와 동일할 때이다.
이 정의에 따르면 생트라귀 방식은 가장 편향이 적은 의석 분배 방식이며, 헌팅턴-힐 방식은 소규모 정당에 약간 유리한 편향을 보인다. 그러나 다른 연구자들은 상대 오차를 바탕으로 편향을 약간 다르게 정의하면 반대의 결과가 나옴을 지적했다(헌팅턴-힐 방식은 편향되지 않은 반면, 생트라귀 방식은 대형 정당에 약간 편향되어 있다).
실제로 1석을 초과하는 의석을 가진 정당이나 주에 있어서 이러한 정의들 간의 차이는 크지 않다. 따라서 헌팅턴-힐 방식과 웹스터 방식 모두 (동트 방식이나 애덤스 방식과 달리) 편향이 없거나 편향이 적은 방식이라고 평가될 수 있다. 1929년 미국국립과학원이 의회에 제출한 보고서는 헌팅턴-힐 방식을 권장했지만, 미국 연방 대법원은 선택이 의견의 문제라고 판결했다.

## 비교 및 예시

### 예시: 동트 방식
다음 예시는 동트 방식이 생트라귀 방식처럼 편향이 적은 방식과 어떻게 실질적으로 다를 수 있는지 보여준다. 이 선거에서 가장 큰 정당은 득표율이 46%에 불과하지만, 의석의 52.5%를 차지하여 다른 모든 정당의 연합(총 득표율 54%)에 대해 절대다수 의석을 얻는다. 더욱이, 이는 할당량 규칙을 위반한다. 가장 큰 정당은 9.7석만 받을 자격이 있지만 11석을 얻는다. 가장 큰 선거구는 가장 작은 선거구의 거의 두 배 크기이다. 생트라귀 방식은 이러한 특성을 전혀 보이지 않으며, 최대 오차는 22.6%이다.
| 동트 방식     | 동트 방식 | 동트 방식 | 동트 방식 | 동트 방식 | 동트 방식 | 동트 방식 |               | 생트라귀 방식 | 생트라귀 방식 | 생트라귀 방식 | 생트라귀 방식 | 생트라귀 방식 | 생트라귀 방식 | 생트라귀 방식 |
| ------------- | --------- | --------- | --------- | --------- | --------- | --------- | ------------- | ------------- | ------------- | ------------- | ------------- | ------------- | ------------- | ------------- |
| 정당          | 노랑      | 흰색      | 빨강      | 초록      | 보라      | 합계      |               | 정당          | 노랑          | 흰색          | 빨강          | 초록          | 보라          | 합계          |
| 득표수        | 46,000    | 25,100    | 12,210    | 8,350     | 8,340     | 100,000   | 득표수        | 46,000        | 25,100        | 12,210        | 8,350         | 8,340         | 100,000       |               |
| 의석수        | 11        | 6         | 2         | 1         | 1         | 21        | 의석수        | 9             | 5             | 3             | 2             | 2             | 21            |               |
| 이상적 의석수 | 9.660     | 5.271     | 2.564     | 1.754     | 1.751     | 21        | 이상적 의석수 | 9.660         | 5.271         | 2.564         | 1.754         | 1.751         | 21            |               |
| 의석당 득표수 | 4182      | 4183      | 6105      | 8350      | 8340      | 4762      | 의석당 득표수 | 5111          | 5020          | 4070          | 4175          | 4170          | 4762          |               |
| % 오차        | 13.0%     | 13.0%     | -24.8%    | -56.2%    | -56.0%    | (100.%)   | (% 범위)      | -7.1%         | -5.3%         | 15.7%         | 13.2%         | 13.3%         | (22.6%)       |               |
| 의석수        | 평균      | 평균      | 평균      | 평균      | 평균      | 표지      |               | 의석수        | 평균          | 평균          | 평균          | 평균          | 평균          | 표지          |
| 1             | 46,000    | 25,100    | 12,210    | 8,350     | 8,340     | 1.00      |               | 1             | 92,001        | 50,201        | 24,420        | 16,700        | 16,680        | 0.50          |
| 2             | 23,000    | 12,550    | 6,105     | 4,175     | 4,170     | 2.00      | 2             | 30,667        | 16,734        | 8,140         | 5,567         | 5,560         | 1.50          |               |
| 3             | 15,333    | 8,367     | 4,070     | 2,783     | 2,780     | 3.00      | 3             | 18,400        | 10,040        | 4,884         | 3,340         | 3,336         | 2.50          |               |
| 4             | 11,500    | 6,275     | 3,053     | 2,088     | 2,085     | 4.00      | 4             | 13,143        | 7,172         | 3,489         | 2,386         | 2,383         | 3.50          |               |
| 5             | 9,200     | 5,020     | 2,442     | 1,670     | 1,668     | 5.00      | 5             | 10,222        | 5,578         | 2,713         | 1,856         | 1,853         | 4.50          |               |
| 6             | 7,667     | 4,183     | 2,035     | 1,392     | 1,390     | 6.00      | 6             | 8,364         | 4,564         | 2,220         | 1,518         | 1,516         | 5.50          |               |
| 7             | 6,571     | 3,586     | 1,744     | 1,193     | 1,191     | 7.00      | 7             | 7,077         | 3,862         | 1,878         | 1,285         | 1,283         | 6.50          |               |
| 8             | 5,750     | 3,138     | 1,526     | 1,044     | 1,043     | 8.00      | 8             | 6,133         | 3,347         | 1,628         | 1,113         | 1,112         | 7.50          |               |
| 9             | 5,111     | 2,789     | 1,357     | 928       | 927       | 9.00      | 9             | 5,412         | 2,953         | 1,436         | 982           | 981           | 8.50          |               |
| 10            | 4,600     | 2,510     | 1,221     | 835       | 834       | 10.00     | 10            | 4,842         | 2,642         | 1,285         | 879           | 878           | 9.50          |               |
| 11            | 4,182     | 2,282     | 1,110     | 759       | 758       | 11.00     | 11            | 4,381         | 2,391         | 1,163         | 795           | 794           | 10.50         |               |

### 예시: 애덤스 방식
다음 예시는 애덤스 방식이 득표율의 55%를 얻은 정당에게 과반수 의석을 주지 못하는 경우를 보여준다. 또한 이는 할당량 규칙을 위반한다.
| 애덤스 방식   | 애덤스 방식 | 애덤스 방식 | 애덤스 방식 | 애덤스 방식 | 애덤스 방식 | 애덤스 방식 |               | 생트라귀 방식 | 생트라귀 방식 | 생트라귀 방식 | 생트라귀 방식 | 생트라귀 방식 | 생트라귀 방식 | 생트라귀 방식 |
| ------------- | ----------- | ----------- | ----------- | ----------- | ----------- | ----------- | ------------- | ------------- | ------------- | ------------- | ------------- | ------------- | ------------- | ------------- |
| 정당          | 노랑        | 흰색        | 빨강        | 초록        | 보라        | 합계        |               | 정당          | 노랑          | 흰색          | 빨강          | 초록          | 보라          | 합계          |
| 득표수        | 55,000      | 17,290      | 16,600      | 5,560       | 5,550       | 100,000     | 득표수        | 55,000        | 17,290        | 16,600        | 5,560         | 5,550         | 100,000       |               |
| 의석수        | 10          | 4           | 3           | 2           | 2           | 21          | 의석수        | 11            | 4             | 4             | 1             | 1             | 21            |               |
| 이상적 의석수 | 11.550      | 3.631       | 3.486       | 1.168       | 1.166       | 21          | 이상적 의석수 | 11.550        | 3.631         | 3.486         | 1.168         | 1.166         | 21            |               |
| 의석당 득표수 | 5500        | 4323        | 5533        | 2780        | 2775        | 4762        | 의석당 득표수 | 4583          | 4323          | 5533          | 5560          | 5550          | 4762          |               |
| % 오차        | -14.4%      | 9.7%        | -15.0%      | 53.8%       | 54.0%       | (99.4%)     | (% 범위)      | 3.8%          | 9.7%          | -15.0%        | -15.5%        | -15.3%        | (28.6%)       |               |
| 의석수        | 평균        | 평균        | 평균        | 평균        | 평균        | 표지        |               | 의석수        | 평균          | 평균          | 평균          | 평균          | 평균          | 표지          |
| 1             | ∞           | ∞           | ∞           | ∞           | ∞           | 0.00        |               | 1             | 110,001       | 34,580        | 33,200        | 11,120        | 11,100        | 0.50          |
| 2             | 55,001      | 17,290      | 16,600      | 5,560       | 5,550       | 1.00        | 2             | 36,667        | 11,527        | 11,067        | 3,707         | 3,700         | 1.50          |               |
| 3             | 27,500      | 8,645       | 8,300       | 2,780       | 2,775       | 2.00        | 3             | 22,000        | 6,916         | 6,640         | 2,224         | 2,220         | 2.50          |               |
| 4             | 18,334      | 5,763       | 5,533       | 1,853       | 1,850       | 3.00        | 4             | 15,714        | 4,940         | 4,743         | 1,589         | 1,586         | 3.50          |               |
| 5             | 13,750      | 4,323       | 4,150       | 1,390       | 1,388       | 4.00        | 5             | 12,222        | 3,842         | 3,689         | 1,236         | 1,233         | 4.50          |               |
| 6             | 11,000      | 3,458       | 3,320       | 1,112       | 1,110       | 5.00        | 6             | 10,000        | 3,144         | 3,018         | 1,011         | 1,009         | 5.50          |               |
| 7             | 9,167       | 2,882       | 2,767       | 927         | 925         | 6.00        | 7             | 8,462         | 2,660         | 2,554         | 855           | 854           | 6.50          |               |
| 8             | 7,857       | 2,470       | 2,371       | 794         | 793         | 7.00        | 8             | 7,333         | 2,305         | 2,213         | 741           | 740           | 7.50          |               |
| 9             | 6,875       | 2,161       | 2,075       | 695         | 694         | 8.00        | 9             | 6,471         | 2,034         | 1,953         | 654           | 653           | 8.50          |               |
| 10            | 6,111       | 1,921       | 1,844       | 618         | 617         | 9.00        | 10            | 5,790         | 1,820         | 1,747         | 585           | 584           | 9.50          |               |
| 11            | 5,500       | 1,729       | 1,660       | 556         | 555         | 10.00       | 11            | 5,238         | 1,647         | 1,581         | 530           | 529           | 10.50         |               |
| 의석수        | 10          | 4           | 3           | 2           | 2           |             | 의석수        | 11            | 4             | 4             | 1             | 1             |               |               |

### 예시: 모든 방식
다음은 모든 의석 배분 방식을 사용한 예시이다. 헌팅턴-힐 방식과 애덤스 방식이 생트라귀나 동트 방식과 달리 어떤 정당에든 두 번째 의석을 할당하기 전에 모든 정당에 1석을 부여함에 주목하라.
|               | 동트 방식 | 동트 방식 | 동트 방식 | 동트 방식 | 동트 방식 | 동트 방식 |           | 생트라귀 방식 | 생트라귀 방식 | 생트라귀 방식 | 생트라귀 방식 | 생트라귀 방식 | 생트라귀 방식 |           | 헌팅턴-힐 방식 | 헌팅턴-힐 방식 | 헌팅턴-힐 방식 | 헌팅턴-힐 방식 | 헌팅턴-힐 방식 | 헌팅턴-힐 방식 |           | 애덤스 방식 | 애덤스 방식 | 애덤스 방식 | 애덤스 방식 | 애덤스 방식 | 애덤스 방식 |
| 정당          | 노랑      | 흰색      | 빨강      | 초록      | 파랑      | 분홍      | 노랑      | 흰색          | 빨강          | 초록          | 파랑          | 분홍          | 노랑          | 흰색      | 빨강           | 초록           | 파랑           | 분홍           | 노랑           | 흰색           | 빨강      | 초록        | 파랑        | 분홍        |             |             |             |
| 득표수        | 47,000    | 16,000    | 15,900    | 12,000    | 6,000     | 3,100     | 47,000    | 16,000        | 15,900        | 12,000        | 6,000         | 3,100         | 47,000        | 16,000    | 15,900         | 12,000         | 6,000          | 3,100          | 47,000         | 16,000         | 15,900    | 12,000      | 6,000       | 3,100       |             |             |             |
| 의석수        | 5         | 2         | 2         | 1         | 0         | 0         | 4         | 2             | 2             | 1             | 1             | 0             | 4             | 2         | 1              | 1              | 1              | 1              | 3              | 2              | 2         | 1           | 1           | 1           |             |             |             |
| 의석당 득표수 | 9,400     | 8,000     | 7,950     | 12,000    | ∞         | ∞         | 11,750    | 8,000         | 7,950         | 12,000        | 6,000         | ∞             | 11,750        | 8,000     | 15,900         | 12,000         | 6,000          | 3,100          | 15,667         | 8,000          | 7,950     | 12,000      | 6,000       | 3,100       |             |             |             |
| 의석          | 의석 할당 | 의석 할당 | 의석 할당 | 의석 할당 | 의석 할당 | 의석 할당 | 의석 할당 | 의석 할당     | 의석 할당     | 의석 할당     | 의석 할당     | 의석 할당     | 의석 할당     | 의석 할당 | 의석 할당      | 의석 할당      | 의석 할당      | 의석 할당      | 의석 할당      | 의석 할당      | 의석 할당 | 의석 할당   | 의석 할당   | 의석 할당   |             |             |             |
| 1             | 47,000    |           |           |           |           |           | 47,000    |               |               |               |               |               | ∞             |           |                |                |                |                | ∞              |                |           |             |             |             |             |             |             |
| 2             | 23,500    |           |           |           |           |           |           | 16,000        |               |               |               |               |               | ∞         |                |                |                |                |                | ∞              |           |             |             |             |             |             |             |
| 3             |           | 16,000    |           |           |           |           |           |               | 15,900        |               |               |               |               |           | ∞              |                |                |                |                |                | ∞         |             |             |             |             |             |             |
| 4             |           |           | 15,900    |           |           |           | 15,667    |               |               |               |               |               |               |           |                | ∞              |                |                |                |                |           | ∞           |             |             |             |             |             |
| 5             | 15,667    |           |           |           |           |           |           |               |               | 12,000        |               |               |               |           |                |                | ∞              |                |                |                |           |             | ∞           |             |             |             |             |
| 6             |           |           |           | 12,000    |           |           | 9,400     |               |               |               |               |               |               |           |                |                |                | ∞              |                |                |           |             |             | ∞           |             |             |             |
| 7             | 11,750    |           |           |           |           |           | 6,714     |               |               |               |               |               | 33,234        |           |                |                |                |                | 47,000         |                |           |             |             |             |             |             |             |
| 8             | 9,400     |           |           |           |           |           |           |               |               |               | 6,000         |               | 19,187        |           |                |                |                |                | 23,500         |                |           |             |             |             |             |             |             |
| 9             |           | 8,000     |           |           |           |           |           | 5,333         |               |               |               |               | 13,567        |           |                |                |                |                |                | 16,000         |           |             |             |             |             |             |             |
| 10            |           |           | 7,950     |           |           |           |           |               | 5,300         |               |               |               |               | 11,314    |                |                |                |                |                |                | 15,900    |             |             |             |             |             |             |

### 정적 방식 계산기
다음 표는 모든 정적 표지 함수에 의한 의석 배분을 계산한다. 즉, 평균득표가 특정한 기준을 초과하면 올림한다.
| 정당          | 노랑 | 흰색 | 빨강 | 초록 | 파랑 | 분홍 | 합계       |     |
| ------------- | ---- | ---- | ---- | ---- | ---- | ---- | ---------- | --- |
| 득표수        | 4600 | 1600 | 1550 | 1200 | 600  | 450  |            |     |
| 득표율        | %    | %    | %    | %    | %    | %    | 100%       |     |
| 의석수        |      |      |      |      |      |      |            |     |
| 이상적 의석수 |      |      |      |      |      |      | 반올림 x > | 0.5 |
| 득표수⁄의석수 |      |      |      |      |      |      | 제수:      | 600 |

## 속성

### 단조성
일반적으로 수학자들은 최고평균법을 최대잔여법보다 선호하는데, 이는 최고평균법이 할당 역설에 덜 취약하기 때문이다. 최고평균법은 특히 인구 단조성을 만족한다. 즉, 어느 정당의 득표수가 늘어난다고 해서 그 정당이 의석을 잃는 일은 결코 일어나지 않는다. 이러한 인구 역설은 어느 정당의 득표수 증가가 선거 할당량을 증가시켜 다른 정당의 잔여 득표수가 불규칙하게 변화할 때 발생한다.:Tbl.A7.2 최고평균법은 또한 자원 단조성 또는 의원수 단조성을 만족하는데, 이는 의회의 의원 정수를 늘린다고 해서 정당이 의석을 잃는 일이 없음을 뜻한다.:Cor.4.3.1

### 최대-최소 부등식
제수법은 최대-최소 부등식을 사용하여 정의할 수 있다. {\displaystyle j}번째 정당의 득표수와 의석수를 각각 {\displaystyle {\text{votes}}_{j}}, {\displaystyle {\text{seats}}_{j}}로 나타내면, 의석 배분은 다음 경우에만 유효하다.:78–81
{\displaystyle \max _{j}{\frac {{\text{votes}}_{j}}{\operatorname {post} ({\text{seats}}_{j})}}\leq \min _{j}{\frac {{\text{votes}}_{j}}{\operatorname {post} ({\text{seats}}_{j})+1}}}
즉, 한 정당에서 다른 정당으로 한 의석을 옮겨서 최고평균득표를 낮추는 것이 불가능한 경우이다. 이 부등식의 좌변과 우변 사이의 모든 수는 제수가 될 수 있다. 부등식이 엄격하게 성립하면 이를 만족하는 의석 배분은 유일하며, 등호가 성립하면 마지막 의석 배분 단계에서 정확히 동표가 발생한다.:83

## 방식 계열
위에서 설명한 제수법은 여러 계열로 일반화될 수 있다.

### 일반화된 평균
일반적으로, 표지 함수를 {\displaystyle \operatorname {post} (k)=\operatorname {avg} (k,k+1)}로 정의하여 모든 일반화된 평균 함수로부터 의석 배분 방식을 만들 수 있다.

#### 정적 계열
어떤 {\displaystyle r\in [0,1]}에 대해 표지 함수가 {\displaystyle \operatorname {post} (k)=k+r} 꼴이면 그 제수법을 정적(영어: stationary):68이라 한다. 애덤스, 생트라귀, 동트 방식은 정적 제수법인 반면, 딘과 헌팅턴-힐 방식은 그렇지 않다. 정적 방식은 어떤 수가 {\displaystyle k}와 {\displaystyle k+1}의 가중 산술 평균을 초과할 경우 올림하는 것에 해당한다. 이때 {\displaystyle r} 값이 작을수록 소수 정당에 유리하다.
덴마크의 선거 제도는 정당이 얻은 득표수를 0.33, 1.33, 2.33, 3.33 등으로 나누어 균형 의석을 주 차원에서 할당한다. 표지 수열은 {\displaystyle k+1/3}으로 주어지며, 이는 의석수가 정확히 득표수에 비례하기보다는 정당 간 의석수 배분을 더 균등하게 하는 것을 목표로 한다.

#### 멱평균 계열
멱평균 계열의 제수법에는 애덤스, 헌팅턴-힐, 생트라귀, 딘, 동트 방식이 (직접 또는 극한으로서) 포함된다. 주어진 상수 {\displaystyle p}에 대해 멱평균 방식은 표지 함수 {\displaystyle {\sqrt[{p}]{(k^{p}+(k+1)^{p})/2}}}를 사용한다. 헌팅턴-힐 방식은 {\displaystyle p}가 0으로 갈 때의 극한에 해당하며, 애덤스와 동트 방식은 {\displaystyle p}가 음의 무한대와 양의 무한대로 갈 때의 극한에 해당한다.

이 계열에는 덜 흔한 딘 방식(영어: Dean's method)도 포함되는데, 이는 {\displaystyle p=-1}인 경우이다(조화 평균). 딘 방식은 '가장 가까운 평균득표로 반올림'하는 것과 같다. 즉, 평균 선거구 크기와 이상적인 선거구 크기 간의 차이를 최소화하는 방식으로 각 주의 의석 수를 반올림하는 것이다. 예를 들어:(p. 29)
1830년 매사추세츠주의 유권자 수는 610,408명이었다. 만약 12석을 받는다면 평균 선거구 크기는 50,867명이 될 것이고, 13석을 받는다면 46,954명이 될 것이다. 따라서 폴크가 제안한 대로 제수가 47,700명이라면, 매사추세츠주는 13석을 받아야 한다. 왜냐하면 46,954명이 50,867명보다 47,700명에 더 가깝기 때문이다.
가장 작은 상대 오차를 가진 평균득표로 반올림하면 다시 헌팅턴-힐 방식이 된다. 이는 {\displaystyle |\log(x/y)|=|\log(y/x)|}이기 때문이다. 즉, 상대적 차이는 가역적이다. 이 사실은 에드워드 V. 헌팅턴이 오대표성을 측정할 때 절대 오차 대신 상대 오차를 사용하고 헌팅턴-힐 방식을 옹호한 주된 이유이다. 헌팅턴은 의석 배분 방식의 선택이 대표성 지표 공식에서 항들의 배열 순서에 의존해서는 안 되며, (헌팅턴-힐 방식이 최소화하는) 상대 오차만이 이 속성을 만족한다고 주장했다.(p. 53)

#### 스톨라스키 평균 계열
이와 비슷하게 스톨라스키 평균은 대표성의 일반화된 엔트로피 지수를 최소화하는 제수법 계열을 정의하는 데 사용될 수 있다. 이 계열에는 로그 평균, 기하 평균, 항등 평균 및 산술 평균이 포함된다. 스톨라스키 평균은 정보 이론 연구에서 매우 중요한 이러한 오대표성 지표들을 최소화한다는 점에서 정당화될 수 있다.

## 수정

### 봉쇄 조항
많은 국가에는 정당이 비례대표 의석을 얻기 위해 특정 득표율을 넘길 것을 요구하는 봉쇄 조항이 있으며, 봉쇄 조항이 요구하는 득표율보다 적은 득표를 얻은 정당은 배제된다. 다른 국가들은 자연적인 봉쇄 조항을 도입하기 위해 첫 번째 제수를 수정하며, 생트라귀 방식을 사용할 때 첫 번째 제수는 종종 0.7 또는 1.0으로 설정된다. (후자는 완전 의석 수정(영어: full-seat modification)이라고 불린다.)

### 다수 유지 조항
다수 유지 조항은 득표수의 과반수를 얻은 정당이 적어도 의회 의석의 절반을 받도록 보장한다. 이러한 조항이 없으면 득표수의 절반보다 약간 많은 표를 얻은 정당이 의석의 절반보다 아주 조금 적은 의석을 받을 수 있다(동트 방식 이외의 방식을 사용하는 경우). 이는 일반적으로 다수를 유지하는 의석 배분이 생길 때까지 의원정수를 늘림으로써 달성된다.

### 할당량 제한 제수법
할당량 제한 제수법은 모든 주에 하한 할당량을 할당하는 것으로 시작하는 할당 방식이다. 그런 다음, 추가 의석이 해당 주의 상한 할당량을 초과하지 않는 한, 의석당 득표수 평균이 가장 높은 주에 의석을 하나씩 추가한다. 그러나 할당량 제한 제수법은 참여 기준(인구 단조성이라고도 함)을 위반한다. 즉, 정당의 득표수가 증가함에도 불구하고 의석수가 감소할 수 있다.:Tbl.A7.2